# Liste der Stolpersteine in Magdeburg-Sudenburg
Die Liste der Stolpersteine in Magdeburg-Sudenburg enthält die Stolpersteine im Magdeburger Stadtteil Sudenburg, die an das Schicksal der Menschen erinnern, die im Nationalsozialismus ermordet, deportiert, vertrieben oder in den Suizid getrieben wurden. Sie ist nach Nachnamen sortiert und listet Namen, Standorte. Die Tabelle erfasst insgesamt 29 Stolpersteine und ist teilweise sortierbar; die Grundsortierung erfolgt alphabetisch nach dem Familiennamen.
| Bild                                              | Inschrift | Name                                              | Ort                                                                       | Verlegedatum  | Anmerkungen                                                           |
| ------------------------------------------------- | --- | ------------------------------------------------- | ------------------------------------------------------------------------- | ------------- | --------------------------------------------------------------------- |
| Asch, Marie Valesca                               | HIER WOHNTE MARIE VALESCA ASCH GEB. BRUCK JG. 1872 DEPORTIERT 1942 THERESIENSTADT ERMORDET 4.12.1942                                                                | Asch, Marie Valesca                               | Schneidersgarten 2 (Karte)                                                | 8. Juni 2022  | Biografie: Asch_M_Valesca.PDF (PDF; 462 kB)                           |
| de Haas, Gertrud geb. Katzmann                    | HIER WOHNTE GERTRUD DE HAAS GEB. KATZMANN JG. 1891 DEPORTIERT 1942 ERMORDET IM BESETZTEN POLEN                                                                      | de Haas, Gertrud geb. Katzmann                    | Klausenerstraße 9 (Karte)                                                 | 8. Juli 2021  | Biografie: de_Haas_Gertrud.PDF (PDF; 454,8 kB)                        |
|                                                   | | Friedmann, Dr. Herbert                            | Halberstädter Straße 8 (Karte)                                            | 12. Mai 2025  | Biografie                                                             |
| Gartenberg, Isaak                                 | HIER WOHNTE ISAK HERSCH GARTENBERG JG. 1881 ´POLENAKTION´ 1938 BENTSCHEN/ZBASZYN BOLECHOW ERMORDET                                                                  | Gartenberg, Isaak                                 | Hesekielstraße 6a (Karte)                                                 | 8. Juli 2021  | Biografie: Gartenberg_Familie.PDF (PDF; 657,6 kB)                     |
| Gartenberg, Josef                                 | HIER WOHNTE JOSEF GARTENBERG JG. 1914 ´POLENAKTION´ 1938 BENTSCHEN/ZBASZYN FLUCHT 1939 PALÄSTINA                                                                    | Gartenberg, Josef                                 | Hesekielstraße 6a (Karte)                                                 | 8. Juli 2021  | Biografie: Gartenberg_Familie.PDF (PDF; 657,6 kB)                     |
| Gartenberg, Rachela geb. Schwalb                  | HIER WOHNTE RACHELA GARTENBERG GEB. SCHWALB JG. 1893 ´POLENAKTION´ 1938 BENTSCHEN/ZBASZYN BOLECHOW ERMORDET                                                         | Gartenberg, Rachela geb. Schwalb                  | Hesekielstraße 6a (Karte)                                                 | 8. Juli 2021  | Biografie: Gartenberg_Familie.PDF (PDF; 657,6 kB)                     |
|                                                   | | Glogowski, Ernst Joseph                           | Halberstädter Straße 8 (Karte)                                            | 12. Mai 2025  | Biografie                                                             |
|                                                   | | Heine, Dr. Julius                                 | Halberstädter Straße 8 (Karte)                                            | 12. Mai 2025  | Biografie                                                             |
| Herrmann, Alfred Michel                           | HIER WOHNTE ALFRED MICHAEL HERRMANN JG. 1863 DEPORTIERT 1942 THERESIENSTADT ERMORDET 8.11.1942                                                                      | Herrmann, Alfred Michel                           | Schneidersgarten 2 (Karte)                                                | 8. Juni 2022  | Biografie: Herrmann_Michel_Ehepaar.PDF (PDF; 481 kB)                  |
| Herrmann, Margarete                               | HIER WOHNTE MARGARETE HERRMANN GEB. BRUCK JG. 1871 DEPORTIERT 1942 THERESIENSTADT ERMORDET 5.9.1942                                                                 | Herrmann, Margarete                               | Schneidersgarten 2 (Karte)                                                | 8. Juni 2022  | Biografie: Herrmann_Michel_Ehepaar.PDF (PDF; 481 kB)                  |
| Joseph, Emma geb. Robert                          | HIER WOHNTE EMMA JOSEPH GEB. ROBERT JG. 1882 DEPORTIERT 1942 ERMORDET IM BESETZTEN POLEN                                                                            | Joseph, Emma geb. Robert                          | Hellestraße, gegenüber Nr. 16 (Karte)                                     | 24. Okt. 2014 | Biografie: Joseph_Julius_Ehepaar_und_Tochter_Ursula.PDF (PDF; 517 kB) |
| Joseph, Julius                                    | HIER WOHNTE JULIUS JOSEPH JG. 1884 ´SCHUTZHAFT´ 1938 BUCHENWALD DEPORTIERT 1942 ERMORDET IM BESETZTEN POLEN                                                         | Joseph, Julius                                    | Hellestraße, gegenüber Nr. 16 (Karte)                                     | 24. Okt. 2014 | Biografie: Joseph_Julius_Ehepaar_und_Tochter_Ursula.PDF (PDF; 517 kB) |
| Joseph, Ursula Judith                             | HIER WOHNTE URSULA JOSEPH JG. 1923 DEPORTIERT 1942 ERMORDET IM BESETZTEN POLEN                                                                                      | Joseph, Ursula Judith                             | Hellestraße, gegenüber Nr. 16 (Karte)                                     | 24. Okt. 2014 | Biografie: Joseph_Julius_Ehepaar_und_Tochter_Ursula.PDF (PDF; 517 kB) |
| Katzmann, Elisabeth                               | HIER WOHNTE ELISABETH KATZMANN JG. 1887 DEPORTIERT 1942 GHETTO WARSCHAU ERMORDET                                                                                    | Katzmann, Elisabeth                               | Klausenerstraße 9 (Karte)                                                 | 8. Juli 2021  | Biografie: Katzmann_Familie.PDF (PDF; 649,2 kB)                       |
| Katzmann, Erna                                    | HIER WOHNTE ERNA KATZMANN JG. 1893 DEPORTIERT 1942 GHETTO WARSCHAU ERMORDET                                                                                         | Katzmann, Erna                                    | Klausenerstraße 9 (Karte)                                                 | 8. Juli 2021  | Biografie: Katzmann_Familie.PDF (PDF; 649,2 kB)                       |
| Katzmann, Frieda geb. Mayerstein                  | HIER WOHNTE FRIEDA KATZMANN GEB. MEYERSTEIN JG. 1865 DEPORTIERT 1942 THERESIENSTADT ERMORDET 23.8.1943                                                              | Katzmann, Frieda geb. Mayerstein                  | Klausenerstraße 9 (Karte)                                                 | 8. Juli 2021  | Biografie: Katzmann_Familie.PDF (PDF; 649,2 kB)                       |
| Katzmann, Margarethe                              | HIER WOHNTE MARGARETE KATZMANN GEB. BALLERSTEIN JG. 1900 SOG. RASSENSCHANDE VOR VERHHAFTUNG FLUCHT 1935 LETTLAND ÜBERLEBT                                           | Katzmann, Margarethe                              | Klausenerstraße 9 (Karte)                                                 | 8. Juli 2021  | Biografie: Katzmann_Familie.PDF (PDF; 649,2 kB)                       |
| Katzmann, Max                                     | HIER WOHNTE MAX KATZMANN JG. 1894 SOG. RASSENSCHANDE VOR VERHHAFTUNG FLUCHT 1935 LETTLAND TOT IN KASACHSTAN                                                         | Katzmann, Max                                     | Klausenerstraße 9 (Karte)                                                 | 8. Juli 2021  | Biografie: Katzmann_Familie.PDF (PDF; 649,2 kB)                       |
|                                                   | | Kaufmann, Dr. Max                                 | Halberstädter Straße 8 (Karte)                                            | 12. Mai 2025  | Biografie                                                             |
| Knüppel, Hans August                              | HIER WOHNTE HANS AUGUST KNÜPPEL JG. 1899 VERHAFTET 1935 POLIZEIGEFÄNGNIS 1938 ZUCHTHAUS COSWIG 1942 BUCHENWALD RAVENSBRÜCK TOT 1942 DACHAU                          | Knüppel, Hans August                              | Tucholskystraße 5 (Karte)                                                 | 9. Okt. 2012  | Biografie: Knüppel_Hans_August.PDF (PDF; 166,5 kB)                    |
| Könnecke, Otto Friedrich                          | HIER WOHNTE OTTO FRIEDRICH KÖNNECKE JG. 1902 SEIT 1934 MEHRMALS VERHAFTET VERURTEILT NACH §175 A UND §175 MEHRERE KZ 1940 SACHSENHAUSEN ERMORDET 26.1.1941          | Könnecke, Otto Friedrich                          | Braunschweiger Straße 102 (Karte)                                         | 18. Nov. 2015 | Biografie: Könnecke_Otto_Friedrich.PDF (PDF; 526,4 kB)                |
| Levy, Hanna                                       | HIER WOHNTE HANNA LEVY JG. 1909 DEPORTIERT 1943 AUSCHWITZ ERMORDET                                                                                                  | Levy, Hanna                                       | Halberstädter Straße 63 (Karte)                                           | 24. März 2010 | Biografie: Levy_Hanna.PDF (PDF; 214,9 kB)                             |
| Liebau, Friedrich                                 | HIER WOHNTE FRIEDRICH LIEBAU JG. 1911 EINGEWIESEN HEILANSTALT HALDENSLEBEN PSYCHIATRIE BRAUNSCHWEIG ´VERLEGT´ 25.2.1944 HEILANSTALT KÖNIGSLUTTER ERMORDET 10.5.1944 | Liebau, Friedrich                                 | gegenüber Buckauer Straße 4, vor Zaun (Karte)                             | 7. Dez. 2019  | Biografie: Liebau_Friedrich.PDF (PDF; 627,6 kB)                       |
| Lippmann, Georg                                   | HIER WOHNTE GEORG LIPPMANN JG. 1891 ´SCHUTZHAFT´ 1938 BUCHENWALD DEPORTIERT 1942 THERESIENSTADT 1943 AUSCHWITZ ERMORDET                                             | Lippmann, Georg                                   | Schöninger Str. 27d (Karte)                                               | 8. Juni 2023  | Biografie: Lippmann_Geschwister.PDF (PDF; 546 kB)                     |
| Lippmann, Isidor                                  | HIER WOHNTE ISIDOR LIPPMANN JG. 1885 ´SCHUTZHAFT´ 1938 BUCHENWALD DEPORTIERT 1942 GHETTO WARSCHAU ERMORDET                                                          | Lippmann, Isidor                                  | Schöninger Str. 27d (Karte)                                               | 8. Juni 2023  | Biografie: Lippmann_Geschwister.PDF (PDF; 546 kB)                     |
| Lippmann, Pauline                                 | HIER WOHNTE PAULINE LIPPMANN JG. 1872 DEPORTIERT 1942 THERESIENSTADT 1943 AUSCHWITZ ERMORDET                                                                        | Lippmann, Pauline                                 | Schöninger Str. 27d (Karte)                                               | 8. Juni 2023  | Biografie: Lippmann_Geschwister.PDF (PDF; 546 kB)                     |
| Lippmann, Sigmund                                 | HIER WOHNTE SIEGMUND LIPPMANN JG. 1882 ´SCHUTZHAFT´ 1938 BUCHENWALD DEPORTIERT 1942 GHETTO WARSCHAU ERMORDET                                                        | Lippmann, Sigmund                                 | Schöninger Str. 27d (Karte)                                               | 8. Juni 2023  | Biografie: Lippmann_Geschwister.PDF (PDF; 546 kB)                     |
| Lopian, Robert                                    | HIER WOHNTE ROBERT LOPIAN JG. 1898 DEPORTIERT 1942 GHETTO WARSCHAU ERMORDET                                                                                         | Lopian, Robert                                    | St. Michael-Str. 57 (Karte)                                               | 8. Juni 2022  | Biografie: Lopian_Ruben.PDF (PDF; 529 kB)                             |
| Organek, Käthe geb. Weiß                          | HIER WOHNTE KÄTHE ORGANEK GEB. WEISS JG. 1894 VERHAFTET 30.9.1939 RAVENSBRÜCK 1940 GEFÄNGNIS MAGDEBURG 1940 RAVENSBRÜCK ERMORDET 14.5.1942                          | Organek, Käthe geb. Weiß                          | Halberstädter Straße 134 (Karte)                                          | 11. Okt. 2013 | Biografie: Organek_Ehepaar.PDF (PDF; 232,4 kB)                        |
| Organek, Moritz                                   | HIER WOHNTE MORITZ ORGANEK JG. 1885 VERHAFTET 17.5.1940 BUCHENWALD 1942 RAVENSBRÜCK ERMORDET 28.5.1942 SACHSENHAUSEN                                                | Organek, Moritz                                   | Halberstädter Straße 134 (Karte)                                          | 11. Okt. 2013 | Biografie: Organek_Ehepaar.PDF (PDF; 232,4 kB)                        |
| Rauch, Elisabeth geb. Herzberg verw. T`serstevens | HIER ARBEITETE 1917-1934 ELISABETH RAUCH GEB. HERZBERG JG. 1875 1934 UMZUG AACHEN DEPORTIERT 1942 THERESIENSTADT TOT 12.10.1942                                     | Rauch, Elisabeth geb. Herzberg verw. T`serstevens | Halberstädter Straße / Ambrosiusplatz, Fußweg vor Ambrosiuskirche (Karte) | 27. März 2013 | Biografie: Rauch_Elisabeth.PDF (PDF; 542,7 kB)                        |
| Rödel, Friedrich (Fritz)                          | HIER WOHNTE FRITZ RÖLDEL JG. 1888 IM WIDERSTAND VERHAFTET 24.7.1944 GEFÄNGNIS MAGDEBURG HINGERICHTET 5.2.1945 ZUCHTHAUS BRANDENBURG                                 | Rödel, Friedrich (Fritz)                          | Helmstedter Straße 24 (Karte)                                             | 24. März 2010 | Biografie: Rödel_Friedrich.PDF (PDF; 189,1 kB)                        |
|                                                   | | Sachs, Dr. Fritz                                  | Halberstädter Straße 8 (Karte)                                            | 12. Mai 2025  | Biografie                                                             |
|                                                   | | Segall, Martin Benno                              | Halberstädter Straße 8 (Karte)                                            | 12. Mai 2025  | Biografie                                                             |
| Weiß, Ida geb. Hirschfeld                         | HIER WOHNTE IDA WEISS GEB. HIRSCHFELD JG. 1867 DEPORTIERT 1942 THERESIENSTADT TOT 29.3.1943                                                                         | Weiß, Ida geb. Hirschfeld                         | Halberstädter Straße 134 (Karte)                                          | 11. Okt. 2013 | Biografie: Weiß_Ida.PDF (PDF; 227,3 kB)                               |
|                                                   | | Weißler, Dr. Friedrich                            | Halberstädter Straße 8 (Karte)                                            | 12. Mai 2025  | Biografie                                                             |